# Reichskohlenrat
Der Reichskohlenrat war ein sozial- und wirtschaftspolitisches Gremium zur Zeit der Weimarer Republik. Gegründet wurde er im Jahre 1920 auf Basis des Gesetzes über die Regelung der Kohlenwirtschaft (Kohlenwirtschaftsgesetz) vom 23. März 1919.  
Die Aufgabe bestand in der Begutachtung und Beratung des Parlamentes und der Regierung bei allen Gesetzen und in sonstigen sozialpolitischen, wirtschaftlichen und technischen Fragen, die den Stein- und Braunkohlebergbau und die sonstige Kohlewirtschaft betraf. Der Rat unterstand dem Reichswirtschaftsminister. Neben der Beratungsfunktion hatte der Rat eine Aufsichtsfunktion für die Kohle- und Brennstoffwirtschaft, überwachte Preise und Lieferbedingungen (bzw. beriet den Reichswirtschaftsminister bei deren Festsetzung) und wirkte an Tarifverhandlungen mit.
Der Rat bestand aus 60 Mitgliedern und war als wirtschaftsdemokratisches Gremium paritätisch besetzt mit 25 Arbeitgebervertretern, 22 Arbeitnehmervertretern und 13 keiner Seite zugeordneten Mitgliedern. Von den Mitgliedern stammten 35 aus der Kohleerzeugung, 6 aus dem Handel und 19 von Seiten der Verbraucher. Als Exekutiv-Organ wählte der Rat einen Großen Ausschuß. 
Der Rat ergänzte sich in seinen Aufgaben mit dem Reichskohlenverband, der ein reiner Wirtschaftsverband war.
Der Rat und der Verband, dessen Geschäftsführer bis 1934 Franz zur Nedden war, wurde 1936 von den Nationalsozialisten im Rahmen der Gleichschaltung der deutschen Wirtschaftspolitik aufgelöst.